# Adriano Fabiano Rossato
Adriano Fabiano Rossato (nascut el 27 d'agost de 1977 a Vila Velha, Espírito Santo) és un futbolista brasiler que actualment es troba sense equip en finalitzar el seu contracte amb el Màlaga CF.

## Clubs
| Club           | País | Any       |
| -------------- | ---- | --------- |
| Marilia AC     |      | 2001      |
| CD Nacional    |      | 2002-2003 |
| FC Porto       |      | 2003-2004 |
| Reial Societat |      | 2004-2005 |
| Sporting Braga |      | 2005-2006 |
| Reial Societat |      | 2006      |
| U. D. Leiria   |      | 2007      |
| Màlaga CF      |      | 2007-2009 |